# La Dame à la licorne (Raphaël)
Pour les articles homonymes, voir La Dame à la licorne (homonymie).

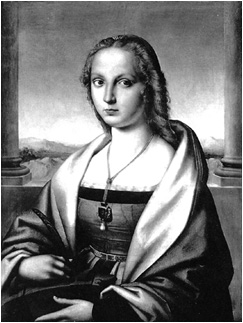
Le tableau avant la restauration.

La Dame à la licorne (en italien : Dama col liocorno) est une peinture à l'huile à l'origine sur bois (65 × 51 cm) attribuée récemment à Raphaël, datant de 1505-1506, conservée à la Galerie Borghèse à Rome.

## Histoire
Le tableau est un cadeau de mariage du peintre à un couple d'amis. Jusqu'en 1682, il faisait probablement partie de la collection Aldobrandini.
L'œuvre est citée dans les inventaires de la collection Borghèse de 1760, avec diverses attributions. Dans l'inventaire de 1760, le personnage de la peinture a été identifié comme sainte Catherine d'Alexandrie et attribué au Pérugin.
En 1916, Giulio Cantalamessa est le premier à reconnaître la différence de réalisation de certaines parties du tableau, qui se révélèrent en fait être des ajouts ultérieurs.
Avant la restauration de 1934-1935, l'œuvre comportait des repeints, probablement nécessités par son mauvais état de conservation , qui représentaient la femme avec les attributs de sainte Catherine d'Alexandrie : la roue dentée et la palme. Les mains et le manteau appartenaient à une main différente et ultérieure par rapport à la peinture originale. Pour cette raison, la critique avant la restauration était partagée quant à l'attribution de l'œuvre, avec des hypothèses qui mentionnaient les noms du Pérugin (Giovanni Piancastelli, 1891), Ridolfo del Ghirlandaio (Giovanni Morelli, 1874), Francesco Granacci (Bernard Berenson), Andrea del Sarto (Adolfo Venturi, avec des doutes, 1893). Giulio Cantalamessa, puis Roberto Longhi (1928), réitèrent l'attribution à Raphaël, substantiellement confirmée après la redécouverte du dessin préparatoire représentant le sujet original.
Lors de cette restauration, la licorne est restaurée, la roue retirée et les couleurs transférées sur toile.
En 1959, des radiographies réalisées lors de travaux de restauration sur la peinture confirment qu'à l'origine, à la place de la licorne, symbole de la chasteté et de la pureté virginale, la dame tenait sur ses bras un petit chien, symbole de fidélité conjugale. 
Ortolani fit le rapprochement de la peinture avec un dessin conservé au musée du Louvre en proposant d'identifier le personnage représenté comme Maddalena Strozzi, épouse de Agnolo Doni, dont il existe un portrait mieux documenté au musée des Offices, avec des caractéristiques différentes.
Une autre hypothèse évoque la représentation de Caterina Gonzaga de Montevecchio, dont l'attrait exceptionnel a été loué par ses contemporains. Son visage régulier, ses cheveux blonds, ses yeux bleus et sa peau blanche en ont fait l'une des beautés les plus célèbres de la Renaissance, gagnante face aux traits plus typiquement méditerranéens de Giulia Farnèse lors d'un concours organisé à Pesaro,. La licorne, et auparavant le petit chien tenu dans ses bras, aurait représenté la pureté et la fidélité conjugale envers son époux Ottaviano Gabrielli de Gubbio, comte de Montevecchio. Après sa mort en 1510 et son entrée au couvent, le portrait fut retouché pour donner au personnage représenté les traits de sainte Catherine d'Alexandrie, avec une allusion évidente à son propre prénom.
La licorne étant aussi le symbole associé à la famille Farnèse : la jeune femme représentée pourrait donc être Giulia Farnèse, l'amante du pape Alexandre VI.

## Description
Il s'agit d'un  portrait en buste d'une dame assise devant une ouverture encadrée de colonnes dont le parapet coupe à moitié l'arrière-plan d'un paysage lacustre. La jeune femme est assise, tournée aux trois-quarts vers la gauche, le visage regardant frontalement le spectateur et tenant une petite licorne dans ses bras.
Le vêtement est celui d'une jeune noble, avec une robe décolletée à grandes manches nouées amovibles, presque identique à celle de La donna gravida du palais Pitti. Les cheveux sont blonds, longs et tombant, avec une coiffure qui encadre le visage, avec un petit diadème sur le front, liant probablement quelques mèches sur la nuque. Les yeux sont bleus et tournés vers l'extérieur. Le visage est ovale. Elle porte une chaîne en or autour du cou, nouée avec un pendentif de rubis et une perle en forme de goutte.

## Analyse
En raison de la similitude avec La Joconde, Alessandro Barchiesi et Minozzi soupçonnent que ce tableau a été inspiré par celui de Léonard de Vinci. Le modèle de référence est certainement de Léonard de Vinci, par sa pose, le regard intense et les mains qui tiennent l'animal comme dans La Dame à l'hermine, cependant Raphaël a remplacé le monde symbolique et allusif de Léonard par une effigie d'une élégance sobre et déterminée, concentrée sur le souci du détail et l'harmonie générale.
La licorne, symbole de pureté virginale et de chasteté, est associée, comme dans la mythologie médiévale, à une vierge, la seule pouvant l'apprivoiser.
Raphaël rend l'effet dit de la natura in posa, une position rigoureuse du personnage dans l'espace,  étudiée avec soin, immobile physiquement et mentalement. Comme dans la plupart de ses portraits, il reproduit le physique de ses modèles en minimisant à l'extrême leurs traits psychologiques. 

Documents d'études.
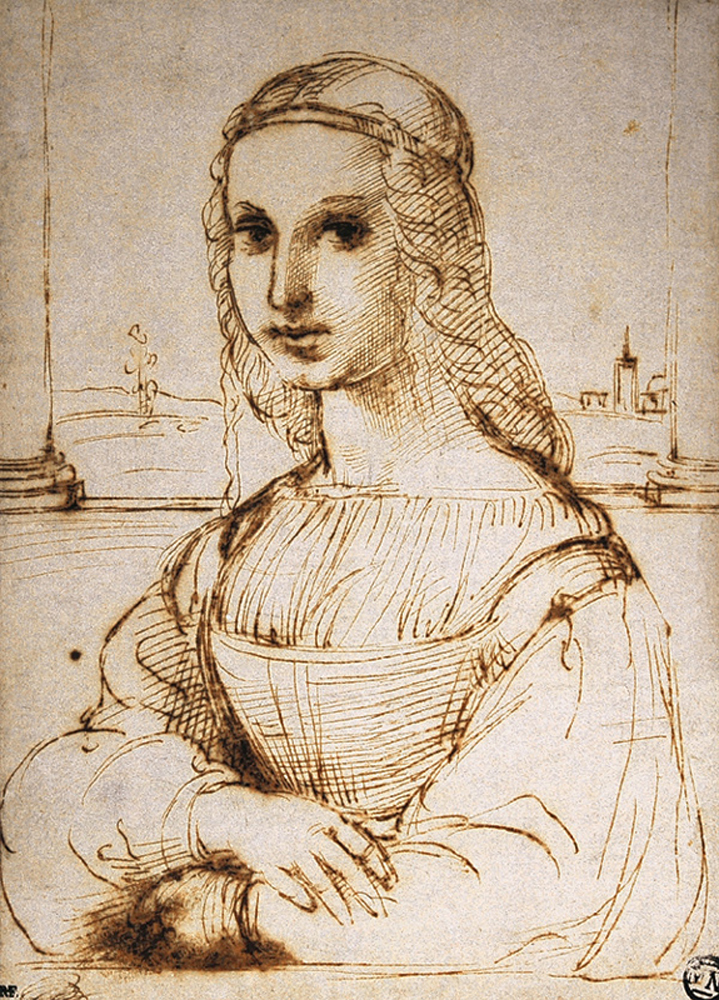
Dessin préparatoire, musée du Louvre.
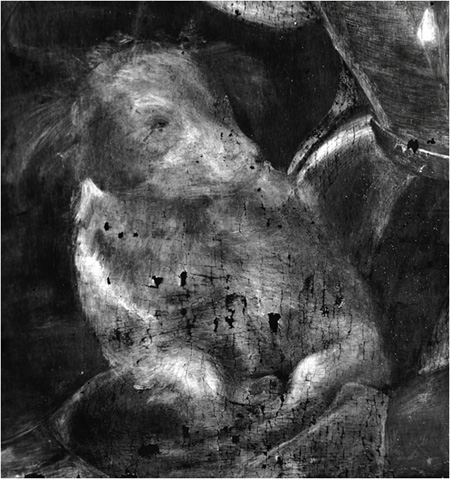
Radiographie du petit chien.